# スティーブ・ブレイク
スティーブ・ブレイク（Steven Hanson Blake, 1980年2月26日 - ）はアメリカ合衆国のフロリダ州ハリウッド出身の元バスケットボール選手。ポジションはポイントガード。身長191cm、体重78kg。

## 経歴

### 学生時代
高校はマイアミ高校に進学した後、バージニア州に所在するバスケットボールの名門校オークヒル・アカデミー高校に転校した。卒業後はメリーランド大学に進学。1年生の頃からNCAAトーナメントでもチームの主力選手として出場し2001年にベスト4（ファイナル・フォー）に進出し、翌年にはチームを優勝に導くという大活躍だった。またACCの大学通算1000得点/800アシスト/400リバウンド/200スティールを記録した史上初の選手である。

### NBA

#### ワシントン・ウィザーズ
ブレイクは2003年のNBAドラフトでワシントン・ウィザーズから全体38指名を受けてNBAに進出した。ルーキーイヤーとなった2003-04シーズンから比較的出場時間を与えられ、平均で20分近くの出場があった。先発出場を務めたり、3Pシュートの成功数を75本記録するなど、新人としてはまずまずの成績を残した。しかし、2年目となった2004-05シーズンは出場機会が減少。わずか44試合の出場に留まってしまった。

#### ポートランド・トレイルブレイザーズ
2005年のオフ、ブレイクは制限付きFAとなったが、チームは契約せずに放出を決意。その後、ポートランド・トレイルブレイザーズに移籍した。ちなみにチームメイトだったフアン・ディクソンもFAとなって、共にブレイザーズに移籍することになった。彼らはメリーランド大学のOBで、ディクソンはブレイクの1年先輩にあたる。そして迎えたブレイザーズでの3年目、ブレイクは先発に定着（セバスチャン・テルフェアの負傷にもよる）。キャリアハイとなる23得点をあげるなど、得点、アシスト、3Pシュートなどの各成績では前年までを上回り、上々のシーズンになった。チーム自体は低迷を続けていたが、ブレイクへの評価は上昇した。

#### ミルウォーキー・バックス
2006年のオフはブライアン・スキナーや河昇鎭らと共に、ジャマール・マグロアとの交換でミルウォーキー・バックスに移籍した。そのため2006-07シーズンはモーリス・ウィリアムズやチャーリー・ベルといった選手の控えとして出場し、出場時間は昨年を大きく下回っていた。

#### デンバー・ナゲッツ
2007年1月11日にアール・ボイキンスらとのトレードによってデンバー・ナゲッツへ移籍すると先発として定着。司令塔として高い評価を得た。

#### ポートランド・トレイルブレイザーズ
シーズン終了後に再びFAとなり、7月13日にポートランド・トレイルブレイザーズと契約。古巣復帰となった。
古巣復帰後は先発に定着していたが、2009-10シーズン前にアンドレ・ミラーが移籍。その煽りをうけ、控えでの出場が多くなった。

#### ロサンゼルス・クリッパーズ
2010年2月16日、トレードでトラビス・アウトローとともにロサンゼルス・クリッパーズに移籍した。　

#### ロサンゼルス・レイカーズ
2010年7月8日、4年1600万ドルで ロサンゼルス・レイカーズに移籍した。2010年10月26日、 シーズン最初の試合ヒューストン・ロケッツ戦において、試合終了間際に3ポイントシュートを決めリードした。またディフェンスにおいても相手のクラッチシュートを外させるなどし勝利に貢献した。

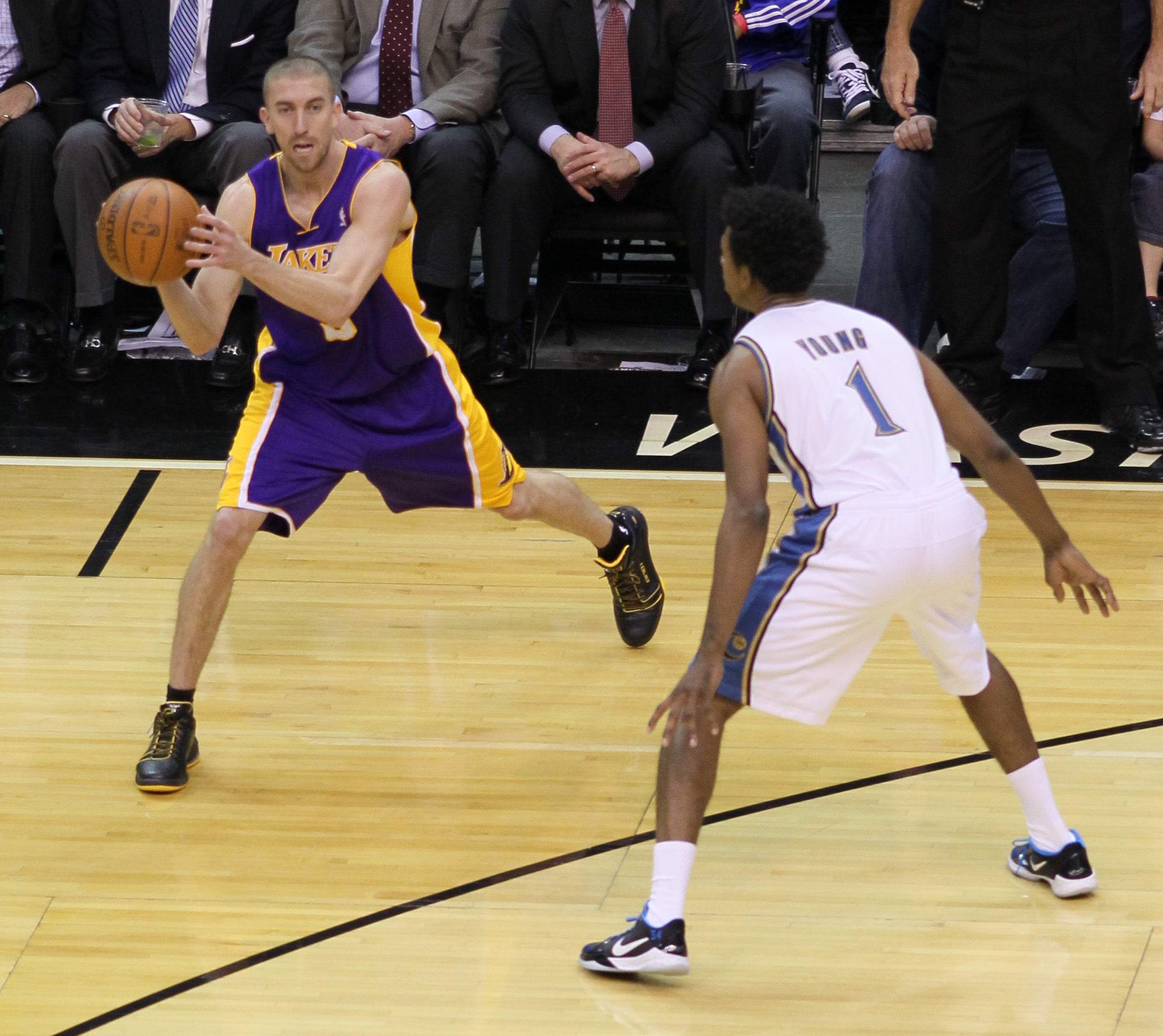
ワシントン・ウィザーズ、ニック・ヤングとのマッチアップ

#### ゴールデンステート・ウォリアーズ
2014年2月19日、マーション・ブルックス、ケント・ベイズモアと交換でゴールデンステート・ウォリアーズへ放出された。

#### ポートランド・トレイルブレイザーズ
2014年6月10日、2年4200万ドルでポートランド・トレイルブレイザーズと契約。通算3度目の在籍となった。 On February 20, 2015年2月20日、2日前に亡くなったジェローム・カーシーに敬意を払い背番号を #25 から #5 へ変更した。
2015年6月19日、来シーズン契約のプレーヤー・オプションを破棄しフリーエージェントを選択した。

#### デトロイト・ピストンズ
2015年6月25日、2015年のNBAドラフト当日に、ロンデー・ホリス＝ジェファーソンの交渉権と共に、メイソン・プラムリー、パット・コノートンの交渉権と交換でブルックリン・ネッツに放出され、更に、ネッツでは1試合も出場することもなく、2015年7月13日にクインシー・ミラーとの交換でデトロイト・ピストンズに放出された。

#### 海外へ
2016年オフ、FAとなったもののNBAのチームからのオファーはなく、10月21日にNBLのシドニー・キングスと契約した。しかし、家族がオーストラリアでの生活に馴染めなかったことを理由に、12月12日に退団した。

#### 引退後
2018年からコーチ業に転身し、ポートランド・トレイルブレイザーズ、フェニックス・サンズのアシスタントコーチを歴任。

## プレイスタイル
ゲームメイクが得意な正統派ポイントガード。ドライブからの得点力は乏しいが、3Pシュートを高確率で成功させるシューターである。

## 個人成績

### レギュラーシーズン
| シーズン   | チーム     | GP  | GS  | MPG  | FG%  | 3P%  | FT%  | RPG | APG | SPG | BPG | TO  | PPG  |
| ---------- | ---------- | --- | --- | ---- | ---- | ---- | ---- | --- | --- | --- | --- | --- | ---- |
| 2003–04    | WAS        | 75  | 14  | 18.6 | .386 | .371 | .821 | 1.6 | 2.8 | .8  | .1  | 1.7 | 5.9  |
| 2004–05    | WAS        | 44  | 1   | 14.7 | .328 | .387 | .805 | 1.6 | 1.6 | .3  | .0  | .9  | 4.3  |
| 2005–06    | POR        | 68  | 57  | 26.2 | .438 | .413 | .791 | 2.1 | 4.5 | .6  | .1  | 1.2 | 8.2  |
| 2006–07    | MIL        | 33  | 2   | 17.7 | .349 | .279 | .550 | 1.4 | 2.5 | .3  | .1  | .8  | 3.6  |
| 2006–07    | DEN        | 49  | 40  | 33.5 | .432 | .343 | .727 | 2.5 | 6.6 | 1.0 | .1  | 2.1 | 8.3  |
| 2006-07計  | DEN        | 82  | 42  | 27.1 | .411 | .322 | .672 | 2.1 | 5.0 | .7  | .1  | 1.6 | 6.4  |
| 2007–08    | POR        | 81  | 78  | 29.9 | .408 | .406 | .766 | 2.4 | 5.1 | .7  | .0  | 1.4 | 8.5  |
| 2008–09    | POR        | 69  | 69  | 31.7 | .428 | .427 | .840 | 2.5 | 5.0 | 1.0 | .1  | 1.6 | 11.0 |
| 2009–10    | POR        | 51  | 28  | 27.4 | .403 | .377 | .750 | 2.3 | 4.0 | .7  | .0  | 1.3 | 7.6  |
| 2009–10    | LAC        | 29  | 10  | 26.3 | .443 | .437 | .750 | 2.4 | 6.1 | .7  | .1  | 2.2 | 6.8  |
| 2009-10計  | LAC        | 80  | 38  | 27.0 | .416 | .395 | .750 | 2.3 | 4.8 | .7  | .1  | 1.6 | 7.3  |
| 2010–11    | LAL        | 79  | 0   | 20.0 | .359 | .378 | .867 | 2.0 | 2.2 | .5  | .0  | .9  | 4.0  |
| 2011–12    | LAL        | 53  | 5   | 23.3 | .377 | .335 | .778 | 1.6 | 3.3 | .7  | .0  | 1.4 | 5.2  |
| 2012–13    | LAL        | 45  | 13  | 26.1 | .422 | .421 | .771 | 2.9 | 3.8 | .8  | .1  | 1.4 | 7.3  |
| 2013–14    | LAL        | 27  | 27  | 33.0 | .378 | .397 | .800 | 3.8 | 7.6 | 1.3 | .1  | 2.6 | 9.5  |
| 2013–14    | GSW        | 28  | 1   | 21.7 | .375 | .342 | .625 | 2.0 | 3.6 | .7  | .2  | 1.1 | 4.4  |
| 2013-14計  | GSW        | 55  | 28  | 27.2 | .377 | .376 | .767 | 2.9 | 5.6 | 1.0 | .1  | 1.9 | 6.9  |
| 2014–15    | POR        | 81  | 0   | 18.9 | .373 | .352 | .707 | 1.7 | 3.6 | .5  | .1  | 1.3 | 4.3  |
| 2015–16    | DET        | 58  | 2   | 17.0 | .388 | .344 | .800 | 1.5 | 3.4 | .4  | .1  | 1.4 | 4.4  |
| 通算：13年 | 通算：13年 | 870 | 347 | 23.9 | .401 | .383 | .779 | 2.1 | 4.0 | .7  | .1  | 1.4 | 6.5  |

### プレーオフ
| シーズン  | チーム    | GP | GS | MPG  | FG%  | 3P%  | FT%   | RPG | APG | SPG | BPG | TO  | PPG  |
| --------- | --------- | -- | -- | ---- | ---- | ---- | ----- | --- | --- | --- | --- | --- | ---- |
| 2005      | WAS       | 4  | 0  | 4.3  | .250 | .000 | ---   | .8  | .5  | .0  | .0  | .3  | .5   |
| 2007      | DEN       | 5  | 5  | 36.0 | .452 | .500 | ---   | 2.4 | 4.6 | .6  | .0  | 2.0 | 7.2  |
| 2009      | POR       | 6  | 6  | 38.5 | .489 | .417 | .714  | 4.0 | 6.2 | .8  | .0  | 1.5 | 9.8  |
| 2011      | LAL       | 9  | 0  | 16.1 | .304 | .333 | ---   | 1.6 | 2.2 | .6  | .0  | .6  | 2.2  |
| 2012      | LAL       | 12 | 0  | 25.5 | .419 | .419 | .714  | 2.8 | 2.3 | .7  | .2  | 1.3 | 6.3  |
| 2013      | LAL       | 2  | 2  | 37.5 | .393 | .417 | 1.000 | 4.0 | 2.5 | 2.0 | 1.5 | 2.0 | 14.0 |
| 2014      | GSW       | 6  | 0  | 7.5  | .333 | .300 | .000  | .7  | .3  | .0  | .0  | .3  | 1.8  |
| 2015      | POR       | 5  | 0  | 8.6  | .182 | .125 | 1.000 | .2  | 1.6 | .0  | .2  | .4  | 1.4  |
| 2016      | DET       | 4  | 0  | 10.8 | .200 | .500 | .500  | 1.0 | 2.5 | .0  | .0  | 1.3 | 1.0  |
| 出場：9回 | 出場：9回 | 53 | 13 | 20.5 | .398 | .388 | .700  | 2.0 | 2.5 | .5  | .1  | 1.0 | 4.6  |